# Cuadripedestación

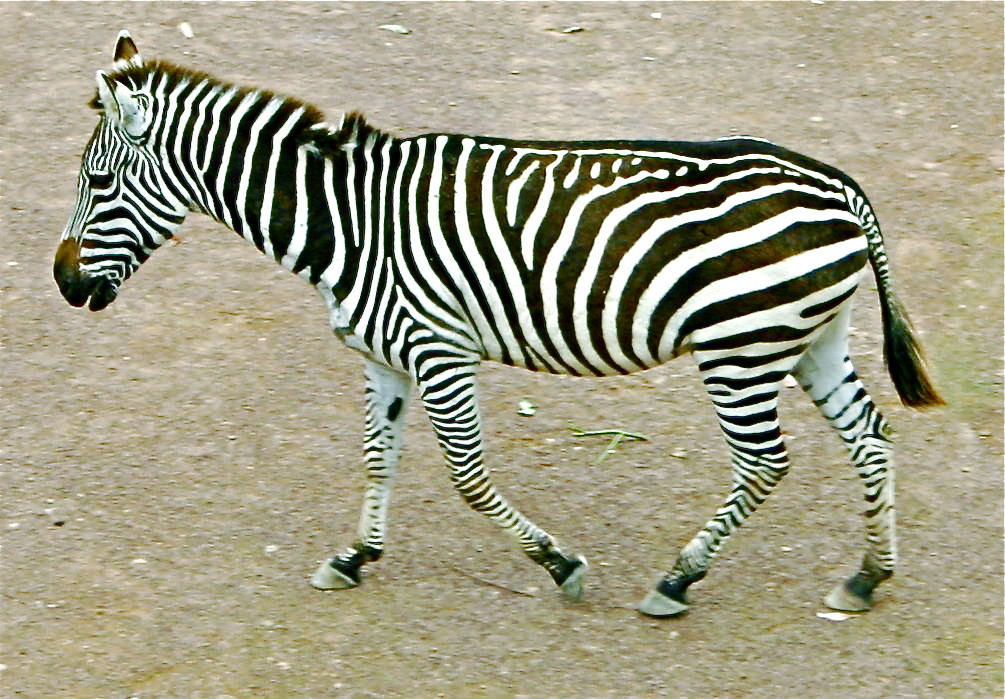
La cebra es un cuadrúpedo.

La cuadripedestación, cuadrupedalismo o cuadrupedismo es una forma de locomoción terrestre en la que un animal tetrápodo usa las cuatro extremidades ( patas ) para soportar peso, caminar y correr . Se dice que un animal o máquina que normalmente mantiene una postura de cuatro patas y se mueve usando las cuatro extremidades es un cuadrúpedo (del latín quattuor para "cuatro" y pes, pedis para "pie"). La mayoría de los cuadrúpedos son vertebrados terrestres, incluidos los mamíferos y los reptiles, aunque algunos son principalmente acuáticos, como las tortugas, los anfibios y los pinnípedos.
Los tetrápodos bípedos, como las aves, los canguros y los humanos, a veces usan sus extremidades delanteras para enderezarse.
Coloquialmente se hace referencia al cuadrupedalismo como «a cuatro patas» y se observa al gatear, especialmente en los bebés.

## Cuadrúpedos y tetrápodos
Aunque las palabras 'cuadrúpedo' y 'tetrápodo' se derivan de vocablos que significan 'cuatro patas', tienen significados distintos. Un tetrápodo es cualquier miembro de la unidad taxonómica Tetrapoda (que se define por descender de un ancestro específico de cuatro extremidades), mientras que un cuadrúpedo en realidad usa cuatro extremidades para la locomoción. No todos los tetrápodos son cuadrúpedos (por ejemplo las serpientes) y no todas las entidades que podrían describirse como 'cuadrúpedos' son tetrápodos (por ejemplo, las mantis, que tienen seis patas pero utilizan para desplazarse cuatro). Este último significado incluye ciertos objetos artificiales.

## En el ser humano
Muchas personas, especialmente los practicantes de parkour y freerunning y el método natural de Georges Hébert,  encuentran beneficios en los movimientos cuadrúpedos para desarrollar la fuerza de todo el cuerpo. Kenichi Ito es un hombre japonés famoso por correr a cuatro patas.
En 2005, en una zona rural de Turquía, científicos descubrieron a cinco hermanos que habían aprendido a caminar naturalmente sobre sus manos y pies. A diferencia de los chimpancés, que deambulan sobre los nudillos, la Familia Ulas caminaba sobre las palmas de las manos.

## En seres inertes
La cuadripedestación también puede darse en objetos artificiales tales como robots. BigDog es un robot cuadrúpedo dinámicamente estable creado en 2005 por Boston Dynamics con Foster-Miller, el Laboratorio de Propulsión a Chorro de la NASA y la Estación de Campo Concord de la Universidad de Harvard.
También por NASA JPL, en colaboración con la Universidad de California, Santa Bárbara Robotics Lab, es RoboSimian, con énfasis en la estabilidad y la deliberación. Se ha demostrado en el DARPA Robotics Challenge .

## Postura pronógrada
Un concepto relacionado con el cuadrupedalismo es la pronogradía, o tener una postura horizontal del tronco. Aunque casi todos los animales cuadrúpedos son pronógrados, algunos animales bípedos también tienen esa postura, incluidas muchas aves vivas y dinosaurios extintos.
Los simios no humanos con espalda ortógrada (vertical) pueden caminar cuadrúpedos en lo que se llama marcha con los nudillos.